# Beatrice Harraden
Beatrice Harraden (* 24. Januar 1864 in Hampstead, London; † 5. Mai 1936 in Barton on Sea, Hampshire) war eine englische Schriftstellerin und Suffragette.

## Leben
Harraden war die Tochter von Samuel Harraden und dessen Ehefrau Rosalie Linstedt und wuchs in einem sehr liberalen Umfeld auf. Sie besuchte in Cheltenham (Gloucester) das Cheltenham Ladies’ College und wechselte anschließend nach London. Dort besuchte sie erst das Queen’s College, später dann das Bedford College der Universität London. 1883 erreichte sie ihren B.A. in Geschichte/Altertumswissenschaften und Mathematik. 
Bereits während ihres Studiums begann Harraden erste Geschichten zu verfassen. Der Verleger William Blackwood von Blackwood & Sons wurde auf sie aufmerksam und veröffentlichte eine erste Kurzgeschichte in seinem Blackwood’s Magazine. 1891 konnte sie dann auch ihren ersten Roman – Little Rosebud – veröffentlichen.
Politisch interessiert, engagierte sie sich ab dieser Zeit auch in der Frauenbewegung und befreundete sich u. a. mit Emmeline Pankhurst und Eliza Lynn Linton. Am 10. Oktober 1903 gehörte Harraden in Manchester zu den Gründungsmitgliedern der Women’s Social and Political Union (WSPU). Über Helen Craggs machte sie die Bekanntschaft von Cicely Hamilton und Bessie Hatton. Als diese beiden 1908 die Women Writers’ Suffrage League gründeten, wurde sie dort ebenfalls Mitglied und arbeitete tatkräftig mit. 
Ab 1909 unterstützte Harraden auch die Women’s Tax Resistance League und schrieb viele Artikel, Essays und Kurzgeschichten für die Zeitschrift „Votes for Women“, die bereits zwei Jahre zuvor von Emmeline Pethick-Lawrence gegründet worden war. Das Grundthema waren dabei immer die Frauenrechte.
1930 wurde ihr durch die Krone eine „civil list pension for services to literature“ bewilligt.
Beatrice Harraden starb mit 72 Jahren in Barton-on-Sea und fand dort auch ihre letzte Ruhestätte. 
Die National Portrait Gallery besitzt einige Fotografien von Beatrice Harraden, welche der Fotograf Frederic Hodsoll (1864–1952) angefertigt hatte.

## Werke (Auswahl)
Autobiografie
- The scholar’s daughter. London 1906.
  - Deutsch: Die Tochter des Gelehrten. J. C. Bruns, Minden 1907 (übersetzt von E. von Kraatz).

Erzählungen und Kurzgeschichten
- A bird of passage and other stories. Donohue, Chicago 1890.
- Varying moods. Short stories. Edinburgh 1894.
- Untold tales of the past. Edinburgh 1897.
- Thirteen all told. London 1921.

Romane
- Little Rosebud or Things will take a turn. Boston, Mass. 1891.
- Ships that pass in the night. London 1893.
  - Deutsch: Schiffe, die sich Nachts begegnen. Globus Verlag, Berlin 1925 (übersetzt von Luise Niemeyer) (Digitalisat, Neuauflage 2024, ISBN 978-3-7437-4848-4)
- Hilda Strafford and the Remittance man. Edinburgh 1897.
- The fowler. Edinburgh 1899.
- Katharine Frensham. Edinburgh 1903.
  - Deutsch: Katharine Frensham. J. C. Bruns, Minden 1906 (2 Bände, übersetzt von E. von Kraatz)
- Out of the wreck I rise. London 1908.
- The guiding thread. London 1916.
- Our warrior women. London 1916.
- Wher your treasure is. London 1918.
- Spring shall plant. London 1920.
- Patuffa. London 1923.
- Youth calling. London 1924.
- Rachel. London 1926.
- Search will find it out. London 1928.

Theaterstücke
- Interplay. London 1908.
- Lady Geraldine's speech. In: Dale Spencer und Carol Hayman (Hrsg.): „How the vote was won“ and other Suffragette plays. Methuen, London 1985. ISBN 0-413-58380-5.